# 普法爾茨-諾伊堡的瑪麗·索菲
普法爾茨-諾伊堡的瑪麗·索菲（德語：Marie Sophie von der Pfalz，1666年8月6日—1699年8月4日），葡萄牙王后，1687年至1699年在位。

## 家庭
1687年，瑪麗·索菲與葡萄牙國王佩德羅二世結婚，兩人共有4子2女：
1. 約翰五世（1689年—1750年），葡萄牙國王
2. 法蘭西斯科（1691年—1742年），貝雅公爵
3. 安東尼奧（1695年—1757年）
4. 特蕾莎·瑪麗亞（1696年—1704年），夭折
5. 曼紐（1697年—1766年），歐倫伯爵
6. 法蘭西絲卡·約瑟法（1699年—1736年）